# Imagine Cup

Logo Imagine Cup 2009

Imagine Cup là cuộc thi hằng năm được tài trợ và tổ chức bởi Tập đoàn Microsoft. Mục tiêu của cuộc thi là tập hợp những nhà công nghệ trẻ trên khắp thế giới để giải quyết những thách thức lớn của toàn cầu. Khởi đầu là một cuộc thi thiết kế phần mềm, nó tập hợp những nhóm đến từ các trường trung học và đại học gửi những giải pháp phần mềm theo một chủ đề cho trước. Được bắt đầu vào năm 2002, cuộc thi đã phát triển rất mạnh về mặt quy mô, vào năm 2008, 210.000 thí sinh đến từ hơn 100 quốc gia đã thi đấu với nhau trên chín mục thi đấu.

## Lịch sử
- 2003: Barcelona, Tây Ban Nha - Chủ đề: Kết nối giữa con người, thông tin, hệ thống và thiết bị, sử dụng dịch vụ Web và công nghệ.NET như một springboard.
- 2004: São Paulo, Brasil - Chủ đề: Hình dung một thế giới nơi mà công nghệ thông minh làm cho cuộc sống mỗi ngày dễ dàng hơn.
- 2005: Yokohama, Nhật Bản - Chủ đề: Hình dung một thế giới nơi mà công nghệ xóa đi ranh giới giữa chúng ta.
- 2006: Delhi, Ấn Độ - Chủ đề: Hình dung một thế giới nơi mà công nghệ cho phép chúng ta làm cuộc sống khỏe mạnh hơn.
- 2007: Seoul, Hàn Quốc - Chủ đề: Hình dung một thế giới nơi mà công nghệ cho phép một nền giáo dục tốt hơn cho tất cả mọi người.
- 2008: Paris, Pháp - Chủ đề: Hình dung một thế giới nơi mà công nghệ tạo nên một môi trường bền vững.
- 2009: Cairo, Ai Cập - Chủ đề: Hình dung một thế giới nơi mà công nghệ giúp giải quyết những vấn đề khắc nghiệt nhất của thế giới.

## Các mục thi
Cuộc thi được chia làm chín mục thi, mọi người đều có thể tham gia vào mục mà họ quan tâm. Mỗi mục thi giống như một cuộc thi độc lập, nhưng đều tuân theo chủ đề chung của cuộc thi chính. Chín mục thi chia theo ba nhánh
Giải pháp công nghệ
- Mục thi Thiết kế phần mềm (Software Design)
- Phát triển Hệ thống nhúng (Embedded Development)
- Phát triển Game (Game Development)

Thách thức kỹ năng
- Robot và giải thuật (Robotics and Algorithm)
- Thách thức kỹ năng (IT Challenge)
- MashUp (thi thiết kế Web 2.0 bằng Popfly)

Nghệ thuật số
- Nhiếp ảnh (Photography)
- Phim ngắn (Short Film)
- Thiết kế (Desgin)